# Bojan Knežević
Bojan Knežević (Bjelovar, 28 gennaio 1997) è un calciatore croato, centrocampista dello Zrinski Osječko.

## Palmarès

### Club

#### Competizioni nazionali
- Supercoppa di Croazia: 1

Dinamo Zagabria: 2019